# 何思敬
何思敬（1896年12月20日—1968年4月14日），原名何瀏生，笔名何畏，浙江省仁和县塘栖镇人，作家、哲学家、法学家。

## 生平
1896年12月10日，何思敬生於浙江省仁和县塘栖镇（今属杭州市临平区）。父親於1907年去世，到張靜江主辦的世界社書店做學徒，後來又到通義銀行做學徒，這兩個都是同盟會的組織，他在這裡還認識了朱家驊、戴季陶等人。
1911年10月，辛亥革命後留學日本京都，在京都中等工業學校學習，但學不好，所以想要轉到高等學校學習。1914年9月，到東京考官費留學未果，1915年10月，回國到杭州的天章絲織廠做工。1916年，考上東京的第一高等學校預科，結業後被分配至仙台的第二高等學校，結識劉侃元。1920年，考入東京帝國大學，和鬱達夫同住。開始接觸馬克思主義，並與東京的左翼學生聯繫交往。1923年，向創造社投稿，暑假返回上海後正式成為同人作者，与郁达夫、成仿吾、陶晶孙、郭沫若、鄭伯奇等创办内部刊物《green》。1924年，轉入社會學系，結識朱鏡我和志賀義雄，還通過關係認識了柳田國男。1926年春，繼續在東京帝大大學院學習社會學。
1927年2月，受廣東政府秘書長周柏年之聘回國到國立中山大學任教。四一二事變清黨並沒有牽連到何思敬，但是他對認識的共產黨多有庇護。廣州暴動後，他也保護了很多共產黨人。1930年，创造社刊物改变方向而随从参加左联。冬，到杭州找張靜江資助去德國留學，但是資金不足未果。1931年，九一八後在上海透過鄭伯奇認識了馮雪峰、梅龚彬和胡愈之，參加抗戰宣傳。1932年，淞滬抗戰後加入中國社會科學家聯合會，擔任總務，結識張慶孚、張志讓等人。5月，在上海加入中国共产党成為地下黨員。9月，返回中大執教，組織突進社，在學校裡發展學生，宣傳馬克思主義。1934年，代表中大赴日邀請退還庚子賠款，回國後繼續為校務奔波於南京、廣州。1935年，到香港和陳銘樞聯繫組織抗日運動，在香港成立民主革命同盟和中共華南區總部。1936年1月，他從陳銘樞那裡得知自己要被逮捕的消息，逃往香港。1937年6月，前往上海準備參加廬山談話，遊說國民黨聯共。1938年3月，經漢口前往延安，擔任抗日军政大学教授、延安大学法学院法律系主任，和艾思奇等人同事。1941年5月，和王學文負責寶塔山日本工農學校的工作，對日本俘虜進行馬列主義教育。1945年，作為法律顧問参加重慶国共谈判，達成雙十協定。在舊政協期間，指出五五憲草的問題，積極進行輿論和法理工作。1948年，中共中央遷至西柏坡，他協助周恩來起草新政協共同綱領，同時在華北大學工作。
1949年，到北京大学任法律系教授。1950年，調至中国人民大学任法律系主任，兼任國家與法權理論教研室和國際法教研室主任。1955年10月，組建人大哲學系。1964年，調入馬列主義發展史研究所工作。
1968年4月14日，何思敬教授在洗脸房里被“批斗”，戴着深度近视眼镜，在推搡殴打中脚步不稳，一下撞在水泥池边沿上，血流不止，不久即因脑溢血去世。
1979年12月3日，党中央为其平反昭雪，在北京八宝山革命公墓礼堂举行追悼大会。2008年，家人将其部分骨灰由八宝山革命公墓移放到杭州市余杭区塘栖镇超山公墓。